# Crangon crangon
Il gambero grigio (Crangon crangon) è un gambero della famiglia dei crangonidi; è noto anche come granat, schila o schia in veneziano. È un gambero molto diffuso; ha un colore grigio trasparente.
La femmina un paio di volte all'anno depone fino a 14000 uova che poi trattiene per due mesi all'esterno del suo addome.

## Dimensioni
Gli adulti variano dai 6 ai 9 cm.

## Habitat e distribuzione
Si trova nel Mediterraneo e nell'Atlantico fino 20 metri di profondità su fondali sabbiosi, ma soprattutto nei bassi fondali soggetti a forti dislivelli tra alta e bassa marea nei mare lungo le coste tra Belgio, Germania e Danimarca. 

## Pesca
Viene pescato con reti a strascico da piccoli pescarecci tipici , spesso subisce un primo trattamento termico immediatamente dopo la pesca. Viene venduto intero da sgusciare, ma anche già sgusciato, processo completamente manuale per il quale viene spesso trasportato in camion raffreddati nei paesi del Nord Africa per poi essere venduto nei paesi d'origine.
Il codice FAO è CSH.